# Zen Gesner
Zen Gesner (* 23. Juni 1970 in Van Nuys, Kalifornien) ist ein US-amerikanischer Filmschauspieler.

## Leben
Zen Gesner wurde als Sohn der Schauspielerin Nan Martin und des Architekten Harry Gesner in Van Nuys geboren, er wuchs in Santa Monica auf. Der erste Mann seiner Mutter, und somit sein Stiefvater, war der achtmal für einen Oscar nominierte Musikkomponist Robert Emmett Dolan. Zen Gesner wurde nach der buddhistischen Glaubensrichtung Zen benannt.
Nach der Grundschule zog er mit seiner Familie nach London. Dort studierte er Schauspiel an der London Academy of Music and Dramatic Art. Hier wurde er in zahlreichen Stücken von William Shakespeare als Schauspieler eingesetzt, darunter Anything Goes, ebenso in Tschechows Kirschgarten. Neben Bogenschießen erlernte Gesner auch Feuerspucken, so dass er kurze Zeit als Assistierender Kampfregisseur an der Royal Opera in London Anstellung fand.
1994 stand Gesner in der Filmkomödie Dumm und Dümmer erstmals vor der Filmkamera. Die Regie übernahmen Peter und Bobby Farrelly, die in weiterer Folge Gesners Schwager werden sollten. Denn nur ein Jahr nach den Dreharbeiten trat er 1995 mit der Schwester der Farrelly-Brüder, Cynthia Farrelly Gesner, vor den Traualtar. Das Paar, welches bis heute verheiratet ist, hat in der Zwischenzeit drei gemeinsame Söhne.
Neben weiteren Filmauftritten, darunter 1996 Soldier Boyz und Kingpin stand Gesner ab 1996 in der Fernsehserie Die Abenteuer von Sinbad als Sinbad vor der Kamera. Die Serie, die Gesner vor allem populär machte, wurde nach zwei Staffeln 1998 eingestellt. Von 1997 bis 1998 stand er in 29 Episoden der Telenovela All My Children vor der Kamera.
Zen Gesner ist nicht in größeren Spielfilmen in Erscheinung getreten. 2002 folgte sein Auftritt in der Filmkomödie Boat Trip und 2005 war er in Dabei sein ist alles zu sehen, einem Film, welcher sich thematisch mit den Special Olympics auseinandersetzt.
Heute lebt Zen Gesner mit seiner Familie in Los Angeles.

## Filmografie (Auswahl)
- 1994: Dumm und Dümmer (Dumb & Dumber)
- 1996–1998: Sindbads Abenteuer (The Adventures of Sinbad)
- 1996: Soldier Boyz (Soldier Boyz)
- 1996: Kingpin (Kingpin)
- 2001: Schwer verliebt (Shallow Hal)
- 2002: Boat Trip (Boat Trip)
- 2005: Dabei sein ist alles (The Ringer)